# Бубнівська Слобідка
Бубнівська Слобі́дка — село в Україні, у Золотоніському районі Черкаської області, входить до складу Піщанської сільської громади. Населення — 1103 людини (станом на 2020 рік).
Село розташоване в долині Дніпра за 32 км від районного центру — міста Золотоноша та за 7 км від залізничної станції Гладківщина. Всього земель в адміністративних межах колишньої сільради — 7593,9 га, у тому числі земля населеного пункту — 621 га.

## Географія

### Розташування
Село розташовується в межиріччі Дніпра та Супою, у заплавній долині першого. Землі колишньої сільської ради мають вихід до Кременчуцького водосховища (річкової частини) та рукава Горіхівки, що обтікає острів Молодняги. Село та його землі належать до Золотоніського району, знаходяться в його південно-західній частині, маючи адміністративний кордон з Черкаським районом на заході та півдні. Безпосередніми сусідами Слобідки є села Сушки на заході та Шабельники на сході. Також на півночі землі колишньої сільської ради межують з двома населеними пунктами з однаковою назвою Гладківщина (селом та селищем) та угіддями колишньої Гладківщинської сільської ради. На півдні через Дніпро території села межують із землями Мошнівської сільської громади.
З півночі населений пункт обмежений схилами надзаплавної тераси Дніпра. Сполучення між нею та селом відбувається через три узвози. Землі на терасі зайняті сільськогосподарськими угіддями, і простягаються до залізниці Золотоноша — Ліпляве та трохи північніше за неї. Окрім полів та залізниці, в цих землях також знаходяться залишки русла степової річки Супієць та однойменне урочище, асфальтована дорога місцевого значення О240512, сонячна електростанція, тракторна бригада та адміністративна будівля СТОВ «Воля», проходить історична ґрунтова дорога між Прохорівкою та Піщаним. Також в цій місцевості розташована деяка кількість курганів, що належать до ранньоскіфської доби. Більшість з них не зберегли свій вигляд та є розораними. На схилах тераси знаходиться однойменне селу городище часів Русі, проте більша його частина належить до Черкаського району. З природоохоронних територій тут знаходиться ботанічний заказник Сушківський.
Решта території знаходиться в заплаві Дніпра, і має типовий для місцевості ландшафт із хвойними та мішаними лісами, болотами. Також в цій частині знаходяться мисливські угіддя. Південніше від села проходить газогін Уренгой — Помари — Ужгород. Природоохоронні території представлені орнітологічними заказниками Озеро Широке та Бубнівські Сосни. На лівому березі Горіхівки розташовувалось село Бубнів.

### Вулиці та місцевості
Загальна протяжність вулиць — 40 км, всього їх 10:
- Фесуна — названа на честь відомого уродженця села, заслуженого лікаря України Фесуна Анатолія Івановича.
- Велика — названа на честь великої пожежі, через яку згоріла майже уся вулиця.
- Жовтнева — названа на честь місяця жовтня.
- Бичковського — названа на честь Героя Радянського Союзу Бичковського Олега Анатолійовича, що похований в селі на центральній площі.
- Шевченка — названа на честь Шевченка Тараса Григоровича.
- Бубновська — названа на честь колишнього села Бубнів.
- Травнева — названа на честь місяця травня.
- 8 Березня — названа на честь Міжнародного жіночого дня.
- Городищенська — названа на честь городища, що знаходиться неподалік від місця, де вона проходить.
- Перемоги — названа на честь Дня перемоги над нацизмом у Другій світовій війні.

Щодо історичних «кутків» там місцевостей, то відомі такі назви:
- Басовка — отримала назву від слова «бас». Згідно з місцевою легендою, тут жили співочі брати з чистим, неповторним басом.
- Грапова — названа на честь поміщика Грапа.
- Злодіївка — місцевість, відома тим, що там колись проживали злодії, які грабували подорожніх, чиї вози застрягали в багнюці, яка утворювалась після дощів
- Калоша.
- Капустянка — названа через те, що там була  хороша земля, на якій добре родила капуста.
- Карповщина — хутір на сході села, який відділявся від нього грузьким болотом Круглим. Названий на честь козака Карпа.
- Кути.
- Лан.
- Мисюрівщина.
- Тамарівщина — названа на честь бунчукового товариша В. Томари, якому Універсалом гетьмана Данила Апостола від 5 лютого 1729 року було надано право на володіння значною частиною земель Бубнівської Слобідки.
- Підгірна — названа на честь «гір» берегів надзаплавної тераси Дніпра, які обмежують село з півночі
- Ярошівка — пішла від роду Ярошів, які оселилися одними з перших в Бубнівській Слобідці

Також в межах села частково розташовується урочище Дворець.

## Історія
Історія села з самого його утворення тісно пов'язана з сусіднім йому колишнім поселенням Бубнів — містечком, що було засноване 1554 року як укріплення на Дніпрі, у рамках фортифікації Середньої Наддніпрянщини українсько-литовським магнатом Дмитром Вишневецьким.
Власне Бубнівська Слобідка утворилась дещо пізніше, у результаті поступової міграції населення Бубнова в місця, що рідше затоплювались під час сезонних повеней на Дніпрі. Ось що пише Михайло Максимович про село в своєму історичному нарисі «Бубнівська Сотня»:
|  | Житлова половина Бубнівської сотні знаходиться на прибережній луговий рівнині, яка в часи первісні була дніпровським дном. Але після того, як наш Славута увійшов в нинішню колію свого бігу, він тільки в рідкісні роки проходить грізно по своєму колишньому руслу, і потім знову віддає його на спокійне прожиття людям. Такий розлив Дніпра бачили ми в 1845 році. У минулому столітті було їх три, і всі в дев'яті роки: 1709 - після суворої зими Шведської; 1739 - після гарячої зими Мініховської; 1789 - після великої зими Очаківської. Траплялися вони і в давні часи, як видно з Літопису Київського під 1119 роком: «в се же лето бысть вода велика в Днепре: потопи люди и жито, и хоромы внесе». Але побережному люду дарма такі потіхи дніпровські: перебуде з нуждою рік-другий; а там і заживе собі розкошуючи понад півстоліття над своїм Славутою-Дніпром ... «Домонтове-Домонтове, хороше місце! Сидимо під горою, як лебідь над водою!» - йдеться в одному з тутешніх народних оповідань. Однак сусідові Домонтова, нашому Бубнову, доводилося іноді не під силу близьке сусідство з Дніпром. Тому став він всіх малолюднішим в своїй сотні, тому вже давно виникла Бубнівська Слобідка - найбагатолюдніша з наших сіл, половина якої не була в воді і 1845 року. |

Перша документальна згадка села датується 1650 роком на мапі Боплана. На ній окремо позначені поселення Bobnuwka (на місці історичного Бубнова) та Sloboda (теперішня Бубнівська Слобідка). Також два окремих поселення згадані на Атласі Речі Посполитої XVI—XVII століть на Землі Руські (відповідно Bubnow та Bubnowa). Пізніші карти XIX—XX століть також показують два окремих поселення, розташованих поряд, і мають назву Бубнів (Бубново) та Бубнівська Слобідка, причому населення Бубнівської Слобідки майже втричі більше за населення Бубнова.
В козацький період історія села була нерозривно пов'язана з Бубнівською Сотнею — адміністративно-територіальною та військовою одиницею спочатку Війська Запорозького, а згодом, після визвольних змагань, Гетьманщини. Початково сотня підпорядковувалась Канівському полку, але після Андрусівського перемир'я відійшла до Переяславського полку, де і перебувала аж до ліквідації держави у 1782 p., після чого її територія повністю включена до Золотоніського повіту Київського намісництва. До складу окрім, власне, Бубнова та Бубнівської Слобідки, входили також село Сушки та містечко Прохорівка. Останнє було сотенним центром з 1731 по 1782 роки.
Має свою Миколаївську церкву з 1791 року.
Село є на мапі 1816 року.
В 1666 році жителі села приєднались до повстання Переяславського полку. 1693 року місцеві козаки на чолі з сотником Денисом Деркачем брали участь у битві з татарами на річці Кодимі у складі 3-тисячного загону Семена Палія, наступного року — разом з 20-тисячним козацьким загоном — на Білогородщині. 1905 року в Бубнівській Слобідці відбулися селянські виступи проти поміщиків. У XX столітті 568 жителів села брали участь в німецько-радянській війні на боці СРСР, з них 213 нагороджено орденами й медалями. В пам’ять про 312 загиблих односельців встановлено пам’ятник. На околицях збереглося городище періоду Київської Русі.

## Економіка
В селі міститься центральна садиба СТОВ «Воля» (раніше — колгосп імені Постишева), яке обробляє 3,8 тис. га сільськогосподарських угідь, у тому числі 2,7 тис. га орної землі. В часи колгоспу виробничий напрям господарства був зерновий з розвинутим тваринництвом. Також є швейна фабрика «Цех і К°» та сім закладів роздрібної торгівлі.

## Соціальна сфера
В селі є навчально-виховний комплекс, в якому навчається 165 дітей, дитячий садочок, відділення зв'язку, будинок культури, бібліотека, краєзнавчий музей. Медичні заклади представлені сільською амбулаторією, раніше також був пологовий будинок. Діють фольклорний колектив «Спадщина» та ветеранська організація.

Герб села 1729 року

## Населення
Згідно з переписом УРСР 1989 року чисельність наявного населення села становила 1753 особи, з яких 741 чоловік та 1012 жінок.
За переписом населення України 2001 року в селі мешкали 1463 особи. 
Станом на 2020 рік наявне населення становить 1103 особи.

### Мова
Розподіл населення за рідною мовою за даними перепису 2001 року:
| Мова       | Відсоток |
| ---------- | -------- |
| Українська | 98,49 %  |
| Російська  | 1,24 %   |
| Інші       | 0,27 %   |

## Природоохоронні об'єкти
- Озеро Широке — орнітологічний заказник місцевого значення.
- Бубнівські Сосни — орнітологічний заказник місцевого значення.
- Сушківський — ботанічний заказник місцевого значення.

## Пам'ятки
- Гладківщина — група ранньоскіфських (VI ст. до н. е.) курганів.
- Бубнівська Слобідка (городище) — залишки укріпленого поселення часів Київської Русі (кінець X — початок XI ст.), більша частина знаходиться на території Ліплявської громади Черкаського району.
- Змієві Вали — на території колишньої сільради знаходяться вцілілі рештки Лівобережного валу — частини оборонних укріплень часів Київської Русі, відомих як Змієві Вали[16]. Датуються XI ст.
- Вітряк типу Д-15 — один із небагатьох вцілілих вітряків Д-15, створених за конструкцією винахідника Володимира Стрільця. Збудований на початку 50-х років XX століття.

## Відомі люди

### Народилися
- Гамова Юлія Петрівна — бандуристка, народна артистка УРСР.
- Сігорський Віталій Петрович — український фізик-електронник.
- Фесун Анатолій Іванович — заслужений лікар України.
- Перевальський Василь Євдокимович — український художник-графік (народився у Бубнові).

### Перебували
Федір Богун — дрібний шляхтич, державець містечка Бубнів, справжнє прізвище Федоровський, названий батько Івана Богуна.
Іван Бяков - олімпійський чемпіон 1972 та 1976 років з біатлону.

### Поховані
Бичковський Олег Анатолійович — Герой Радянського Союзу, учасник битви за Дніпро німецько-радянської війни. 